# Laïla Marrakchi
Laila ERICchi (sinh năm 1975 tại Casablanca) là nhà sản xuất phim Maroc nổi tiếng nhất với bộ phim gây tranh cãi Marock. Bộ phim được trình chiếu trong phần Un Sure Regard tại Liên hoan phim Cannes 2005. Cô kết hôn với đạo diễn phim Alexandre Aja. Cô lớn lên trong tầng lớp thượng lưu Casablanca được miêu tả ở Marock.

## Đóng phim

### Đạo diễn
- Marock (2005)
- Momo mambo (2003)
- Deux xu dirhams (2002)
- Horizon perdu, L ' (2000)
- Rock the Casbah (2013)